# Violetkapamazilia
De violetkapamazilia (Ramosomyia violiceps synoniemen Leucolia violiceps en Amazilia violiceps) is een vogel uit de familie Trochilidae (kolibries).

## Verspreiding en leefgebied
Deze soort komt voor van de zuidwestelijke Verenigde Staten tot zuidwestelijk Mexico en telt twee ondersoorten:
- R. v. ellioti: van de zuidwestelijke Verenigde Staten tot noordwestelijk en centraal Mexico.
- R. v. violiceps: zuidwestelijk Mexico.